# Farndish
Farndish är en by i civil parish Podington, i kommunen Borough of Bedford i grevskapet Bedfordshire i England. Byn är belägen 18 km från Bedford. Farndish var en civil parish fram till 1884 när blev den en del av Podington. Civil parish hade 72 invånare år 1881. Byn nämndes i Domedagsboken (Domesday Book) år 1086, och kallades då Farnedis.